# 양감 나들목
양감 나들목(Yanggam IC)은 경기도 화성시 양감면 송산리에 설치된 평택파주고속도로의 4번 교차로이다. 화성향남2지구 동서간선도로 개설 사업으로 신설된 나들목이며, 2019년 8월 30일에 개통되었다.

## 역사
- 2014년 7월 22일 : 나들목 신설을 위해 화성시 도시계획시설 교통광장에 양감면 송산리 일원을 양감 나들목으로 고시[1]
- 2017년 3월 20일 : 화성시 도시계획시설 교통광장 면적 변경[2]
- 2019년 8월 30일 : 향남 나들목 남측 3.7km, 어연 나들목 북측 4.8km 지점에 나들목 개통[3]

## 구조물 정보
- 위치 : 경기도 화성시 양감면 송산리
- 영업소: 경기도 화성시 양감면 발안양감로 944-45

## 접속하는 노선
- 발안양감로

## 교통량 정보
| 요금소        | 통행량 (대/일) | 각주  |
| 요금소        | 2019년         | 각주  |
| ------------- | -------------- | ----- |
| 양감 (폐쇄식) | 481            | [ 4 ] |

## 사진

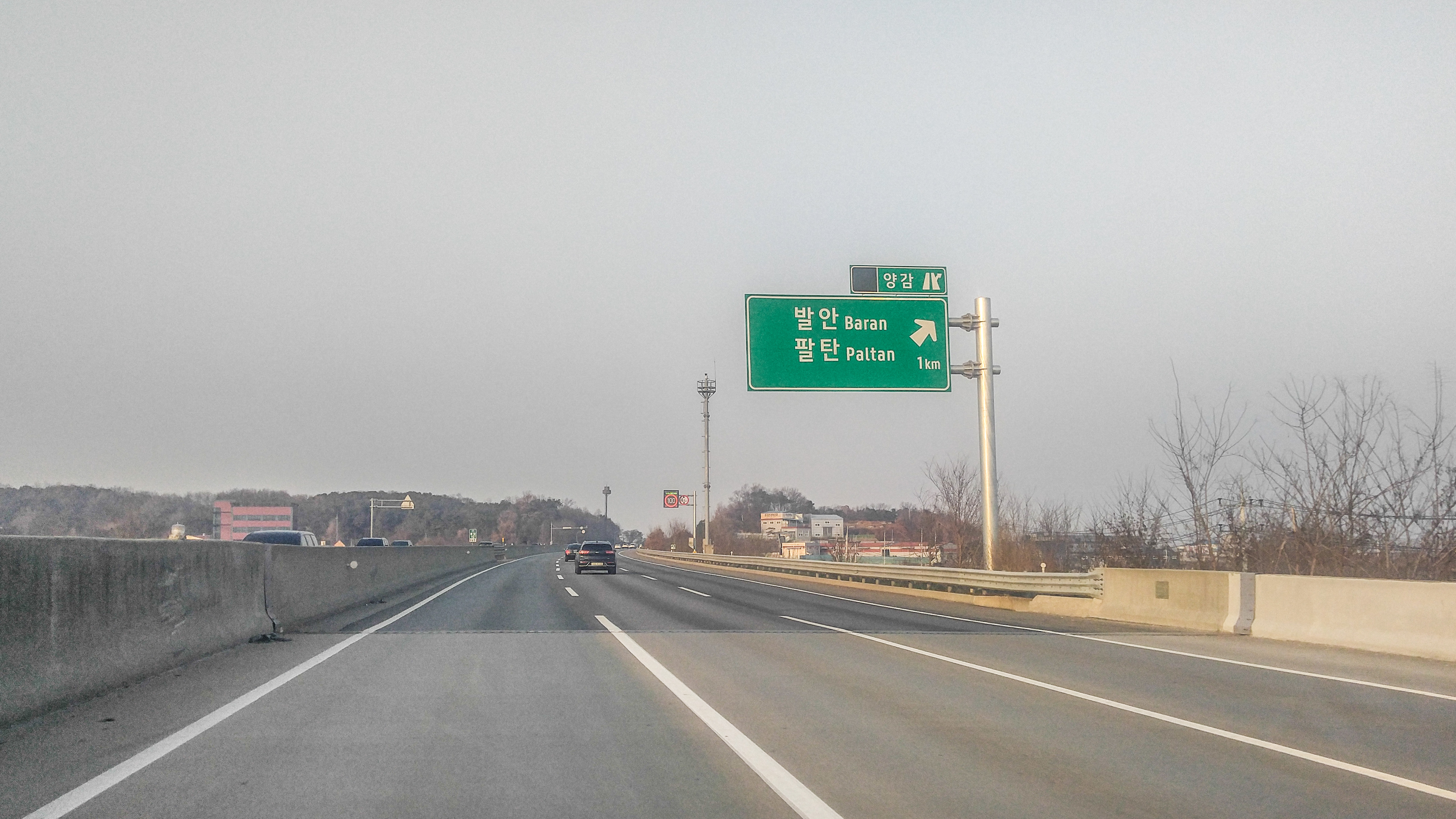
1km 표지판 (파주 방면)
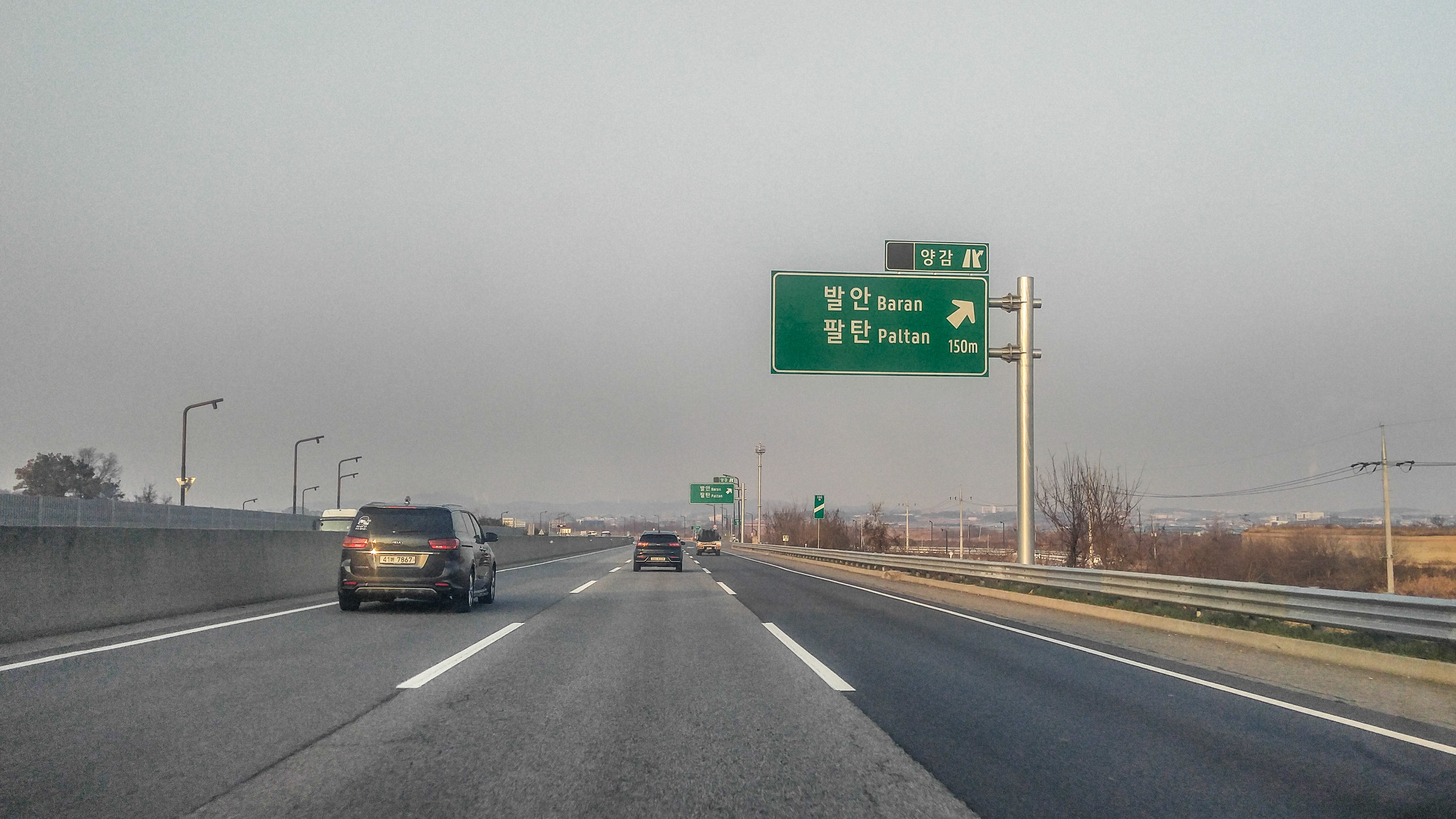
150m 표지판 (파주 방면)
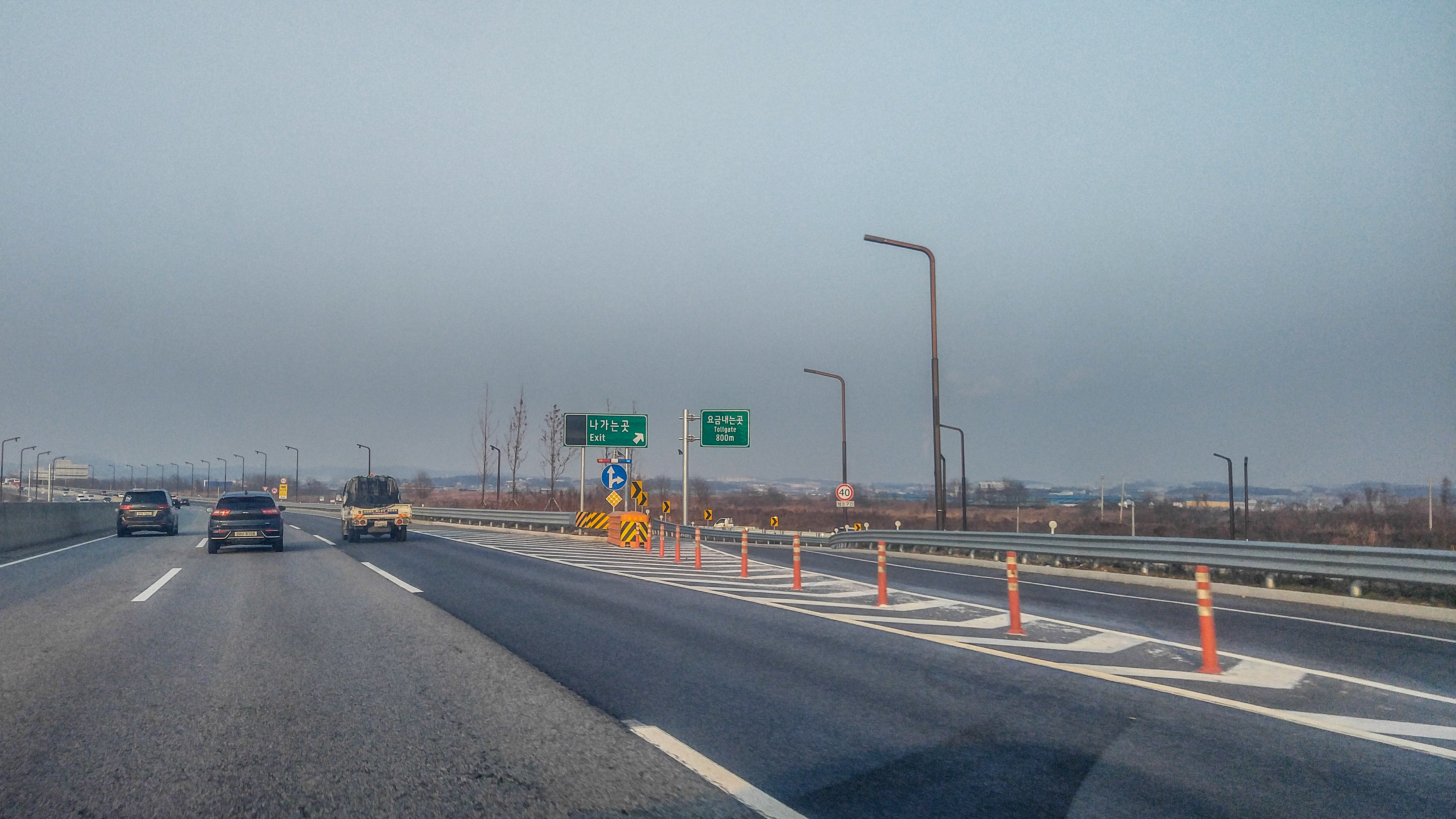
출구 (파주 방면)